# Brycon falcatus
Brycon falcatus är en fiskart som beskrevs av Müller och Troschel, 1844. Brycon falcatus ingår i släktet Brycon och familjen Characidae. Inga underarter finns listade.